# Na luzie (singel)
Na luzie – utwór muzyczny polskiego zespołu 2 plus 1 wydany w 1974 roku.

## Informacje ogólne
Piosenka została napisana przez Janusza Kruka (muzyka) i Wojciecha Młynarskiego (słowa). W 1974 roku ukazała się na singlu, z piosenką „Lato na urodziny” na stronie B. W tym samym roku zespół 2 plus 1 wykonał ją w programie telewizyjnym Piosenki z autografem. Utwór ukazał się w 1975 roku na drugim albumie grupy, Wyspa dzieci, a także na pocztówce dźwiękowej.
Zespół nagrał także niemieckojęzyczną wersję utworu, zatytułowaną „Sei so frei”, do której tekst napisał Ingeburg Branoner. Została ona wydana w 1975 roku w Niemczech, jako strona B singla „Schlafe ein und fang die Träume” (niemiecka wersja „Kołysanki matki”).

## Lista ścieżek
- Singel 7"[3][4]

A. „Na luzie”
B. „Lato na urodziny”

## Pozycje na listach przebojów
| Lista                                 | Pozycja |
| ------------------------------------- | ------- |
| Lista Przebojów Radiowej Jedynki      | 1       |
| Lista Przebojów Rozgłośni Harcerskiej | 5       |